# Siekierezada (skała)

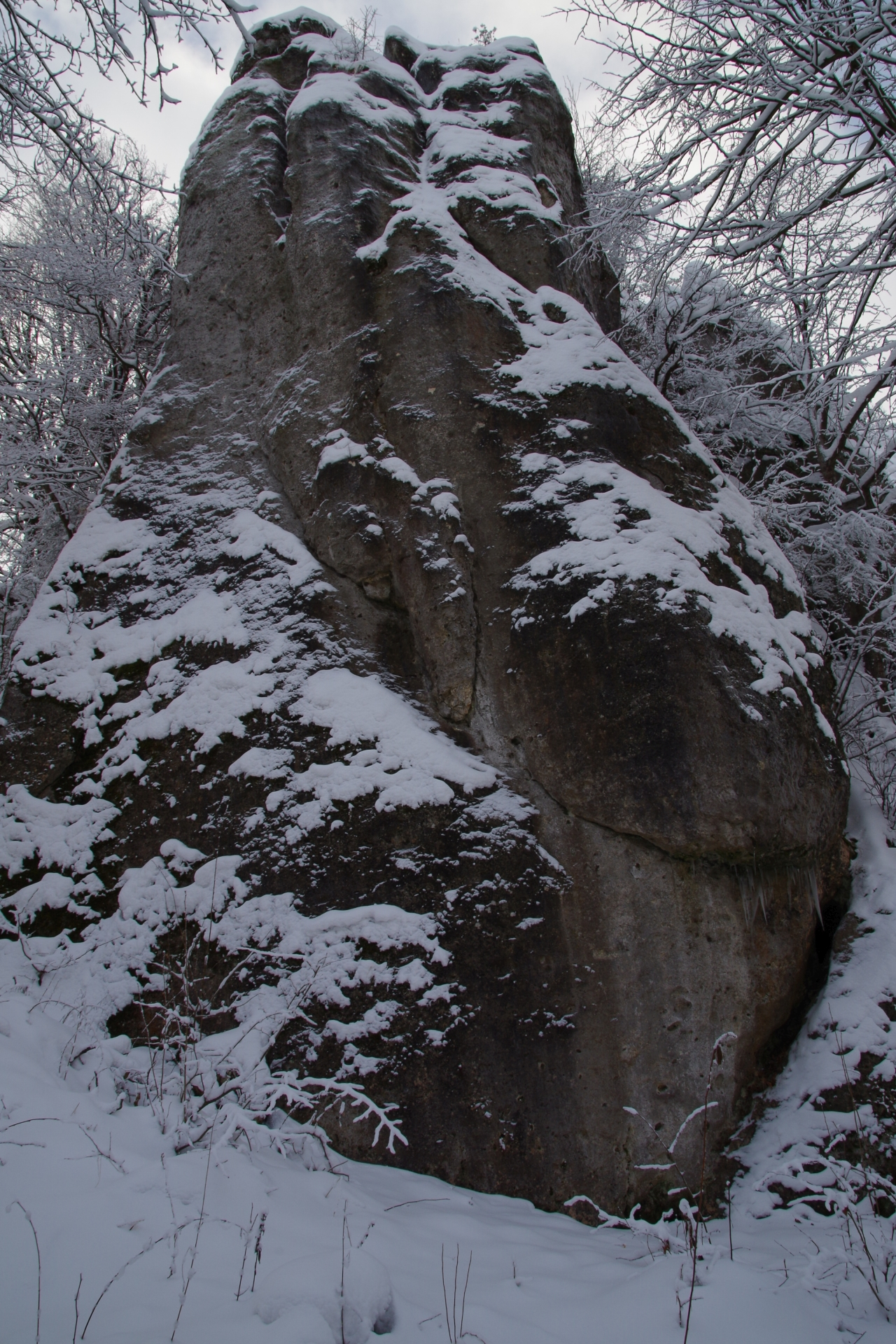

Siekierezada – skała w grupie Zegarowych Skał w Dolinie Wodącej na Wyżynie Częstochowskiej. Znajduje się w lesie na południowo-wschodnim zboczu Zegarowych Skał, nieco poniżej ich szczytu. Po jej zachodniej stronie znajdują się skały Szara Płyta i Wieloryb.
Zbudowana z wapienia skała ma wysokość 15-17 m, miejscami połogie, miejscami pionowe lub przewieszone ściany z filarem. Są obiektem wspinaczki skalnej. Wspinacze opisują je jako Siekierezada i Brzuszek. Na jej północno-zachodniej ścianie poprowadzili 8 dróg wspinaczkowych o stopniu trudności IV–VI.4+ w skali Kurtyki. 5 z nich posiada asekurację (ringi, ringi zjazdowe). Bez asekuracji droga prowadząca kominkiem (IV) i drogi prowadzące rysami (V, VI).
Do skał z Doliny Wodącej prowadzi zielony Szlak Jaskiniowców.